# Mirosław Kluk
Mirosław Józef Kluk (ur. 13 lipca 1957 w Grudziądzu) – polski samorządowiec, w latach 1990–2024 burmistrz Pełczyc.

## Życiorys
Uzyskał stopień doktora nauk pedagogicznych. W latach 1983–1990 pracował jako nauczyciel akademicki na Akademii Wychowania Fizycznego w Gorzowie.

### Działalność polityczna
Dołączył do Polskiego Stronnictwa Ludowego.
4 czerwca 1990 roku objął urząd burmistrza Pełczyc. Ponownie uzyskał mandat burmistrza w wyborach w 1994 oraz 1998 roku. W wyborach samorządowych w 2002 roku uzyskał reelekcję, wygrywając w drugiej turze z Krystyną Śliwińską uzyskał 1875 głosów (63,41%). W 2006 roku zwyciężył w pierwszej turze otrzymując 1556 głosów (51,85%). W wyborach samorządowych w 2010 roku ponownie został wybrany w pierwszej turze, zwyciężył z Lesławem Śliżewskim otrzymując 1766 głosów (57,10%). W wyborach w 2014 roku uzyskał mandat burmistrza, wygrywając w drugiej turze z Carlo Paolicellim uzyskał 1613 głosów (62,67%). W wyborach samorządowych w 2018 roku był jedynym kandydatem ubiegającym się o fotel burmistrza Pełczyc, uzyskał reelekcję otrzymując 1641 głosów za (63,33%).
W wyborach samorządowych w 2024 roku bezskutecznie ubiegał się o reelekcję. Przegrał z Anną Kochanowicz otrzymując 1219 głosów (43,47%). 6 maja tego samego roku Kochanowicz złożyła ślubowanie zastępując go na funkcji burmistrza.